# Jaja Fabergé

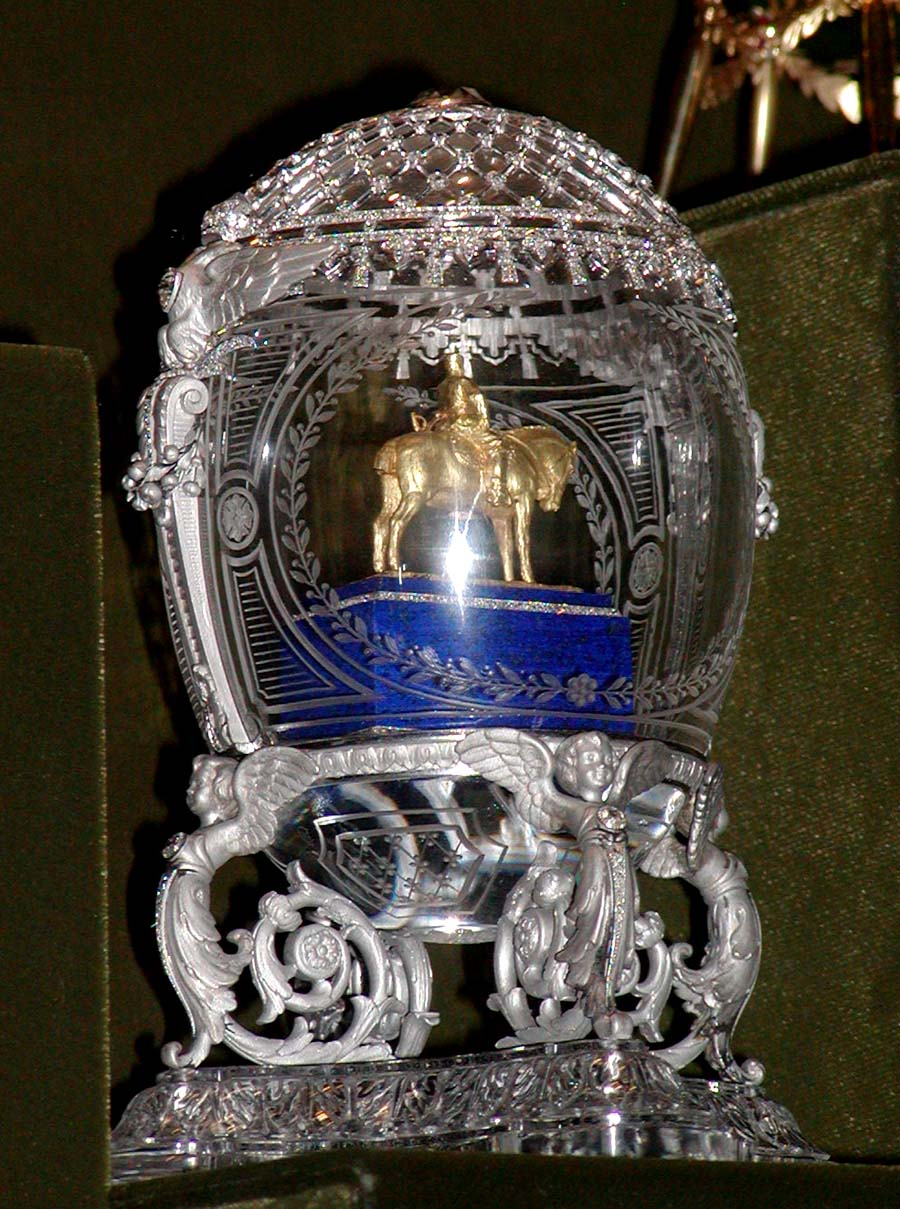
Aleksander III na koniu (1910)

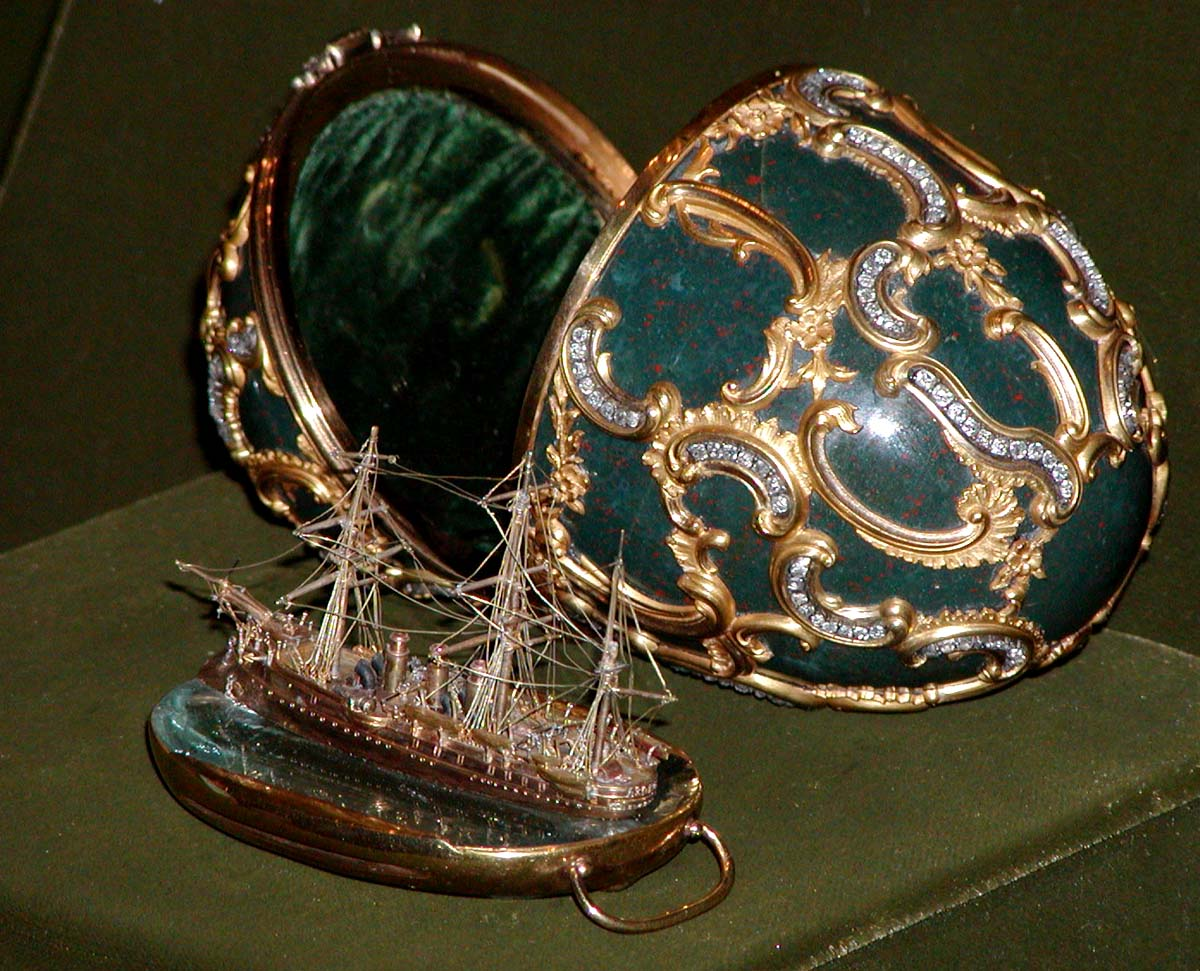
Jajko Azow

Jaja Fabergé (ros. яйца Фаберже, trl. jajca Fabjerże) – dzieła sztuki złotniczej z czasów Aleksandra III Romanowa i Mikołaja II. Nazwa dzieł pochodzi od nazwiska ich twórcy, złotnika Petera Carla Fabergé.

## Jaja Fabergé na dworze Romanowów
Wykonywane w pracowni nadwornego jubilera na zamówienie cara jako prezent wielkanocny. Były wykonywane ze złota, srebra, kamieni szlachetnych, kości słoniowej, masy perłowej i zdobione emalią.
Pierwsze jajko wielkanocne w pracowni Fabergé powstało w 1884 na zlecenie Aleksandra III jako prezent dla żony cara Marii. Po śmierci Aleksandra III jego syn, Mikołaj II, kontynuował tradycję zamawiania jednego jajka na Wielkanoc. W środku jajka zazwyczaj kryła się niespodzianka, która aż do momentu otworzenia podarunku była objęta ścisłą tajemnicą.
Fabergé inspirował się wydarzeniami historycznymi, np. wojnami czy otwarciem kolei transsyberyjskiej. Zdobił swoje dzieła miniaturami carskich rezydencji, wizerunkami członków rodziny. Dekoracja jajka koronacyjnego ofiarowanego przez Mikołaja II żonie Aleksandrze w 1897 nawiązywała do sukni koronacyjnej carycy (ornament siatki), w środku ukryta była złota miniatura karety koronacyjnej, z siedzeniami z rubinu, szybkami z górskiego kryształu i koroną na dachu.
W 1900 roku jaja Fabergé wystawiono na Wystawie Światowej w Paryżu. Jajka zostały nagrodzone złotymi medalami, a Fabergé otrzymał Legię Honorową i stał się sławny w całej Europie. Do wybuchu rewolucji powstały 54 jaja carskie.

## Spis jaj Fabergé
Pierwszych dziesięć carskich prezentów wielkanocnych w kształcie jajka zostało wykonanych na zamówienie Aleksandra III.
Były to:
- 1885. Jajko z kurką (Hen Egg). Pierwszy carski prezent wielkanocny w formie jaja.

- 1886. Jajko z kurką i szafirowym wisiorem (Hen egg with Sapphire Pendant). Czasem jest również nazywane "Jajkiem z kurką w koszyku" lub "Drugim carskim jajkiem". Dzieło to bardzo przypomina pierwsze carskie jajko. Obecnie jest zaginione.

- 1887. Trzecie jajko carskie (Third Imperial Egg).

- 1888. Jajko z rydwanem ciągniętym przez cherubinka (Cherub Egg with Chariot). Dzieło to jest również nazywane "Anioł z jajkiem na rydwanie". Dziś jest to dzieło zaginione.

- 1889. Jajko neseser (Necessaire Egg). Rzadziej nazywane "Jajkiem z perłą". Dzieło to jest zaginione.

- 1890. Jajko z widokami duńskich pałaców (Danish Palaces Egg). Właściwie nazwa powinna brzmieć: Jajko ozdobione widokami pałaców.

- 1891. Jajko z miniaturą okrętu Pamięć Azowa (Memory of Azow).

- 1892. Jajko z diamentową kratką (Diamond Trellis Egg).

- 1893. Jajko kaukaskie (Caucasus Egg). Właściwie: „Jajko ozdobione widokami Kaukazu”.

- 1894. Jajko renesansowe (Renaissance Egg). Niespodzianką ukrytą wewnątrz niego było: Jajko Zmartwychwstania (Resurrection Egg). Do niedawna Jajko Zmartwychwstania uchodziło za samodzielne dzieło. Mimo iż nadal toczą się w tej kwestii dyskusje wśród badaczy, przeważa pogląd, że jest to niespodzianka z Jajka renesansowego.

Od 1895 roku przedsiębiorstwo Fabergé wytwarzało każdego roku dwa carskie prezenty wielkanocne w kształcie jajka. Zamawiającym był car Mikołaj II, który w ten sposób kontynuował tradycję zapoczątkowaną przez swojego ojca Aleksandra III. Jeden carski prezent wielkanocny był darem dla matki,-  carycy Marii Fiodorowny, a drugi był prezentem dla jego żony Aleksandry Fiodorowny.
- 1895. Niebieski zegar z wężem (Blue Serpent Clock Egg) lub Niebieskie jajko z wężem. Było pierwszym prezentem wielkanocnym od Mikołaja II dla jego matki carycy Marii Fiodorowny.

- 1895. Jajko z pączkiem róży (Rosebud Egg). Było pierwszym prezentem wielkanocnym od Mikołaja II dla żony, carycy Aleksandry Fiodorowny.

- 1896. Jajko z dwunastoma monogramami (12 Monogram Egg) lub Jajo z portretami Aleksandra III (Alexander III Portraits Egg). Było prezentem dla carycy Marii Fiodorowny.

- 1896. Jajko z obrotowymi miniaturami (Egg with Revolving Miniatures). Było prezentem dla carycy Aleksandry Fiodorowny.

- 1897. Jajko różowoliliowe (Mauve Egg). Zaginione. Było prezentem dla carycy Marii Fiodorowny.

- 1897. Jajko koronacyjne (Coronation Egg). Jedno z najpiękniejszych jajek wykonanych przez Fabergé. Było prezentem dla Aleksandry Fiodorowny.

- 1898. Jajko z pelikanem (Pelican Egg). Było prezentem dla carycy Marii Fiodorowny.

- 1898. Jajko z konwaliami (Lilies of the Valley Egg). Dzieło było prezentem dla carycy Aleksandry Fiodorowny.

- 1899. Jajko z bratkami (Pansy Egg). Było prezentem dla carycy Marii Fiodorowny.

- 1899. Jajko z bukietem białych lilii (Madonna Lily Clock Egg) lub Zegar z bukietem białych lilii. Było prezentem dla carycy  Aleksandry Fiodorowny.

- 1900. Jajko z kogucikiem (Cockerel Egg) lub Zegar z kogucikiem. Było prezentem dla carycy  Marii Fiodorowny.

- 1900. Jajko Kolei Transsyberyjskiej (Trans-Siberian Railway Egg). Było prezentem dla carycy  Aleksandry Fiodorowny.

- 1901. Jajko z miniaturą pałacu w Gatczynie (Gatchina Palace Egg) lub Jajko z Pałacem Gatczyna. Było prezentem dla carycy  Marii Fiodorowny.

- 1901. Jajko z bukietem polnych kwiatów (Flower Basket Egg). Było prezentem dla carycy  Aleksandry Fiodorowny.

- 1902. Nefrytowe jajko cesarskie (Empire Nephrite Egg). Zaginione. Było prezentem dla carycy  Marii Fiodorowny.

- 1902. Jajko z listkami koniczyny (Clover Leaf Egg). Było prezentem dla carycy  Aleksandry Fiodorowny.

- 1903. Duńskie jajko królewskie (Royal Danish Egg). Zaginione. Było prezentem dla carycy  Marii Fiodorowny.

- 1903. Jajko Piotra Wielkiego (Peter the Great Egg). Było prezentem dla carycy  Aleksandry Fiodorowny.

W latach 1904–1905 z powodu wojny nie zamówiono carskich prezentów wielkanocnych.
- 1906. Jajko z łabędziem (Swan Egg). Było prezentem dla carycy  Marii Fiodorowny.
- 1906. Jajko kremlowskie (Moscow Kremlin Egg). Było prezentem dla carycy  Aleksandry Fiodorowny.

- 1907. Jajko miłosne (Love Trophies Egg) lub Jajko z atrybutami miłości. Było prezentem dla carycy  Marii Fiodorowny.
- 1907. Jajko z pnącymi różami (Rose Trellis Egg). Było prezentem dla carycy  Aleksandry Fiodorowny.

- 1908. Jajko z pawiem (Peacock Egg). Było prezentem dla carycy  Marii Fiodorowny.
- 1908. Jajko z miniaturą Pałacu Aleksandrowskiego (Alexander Palace Egg). Było prezentem dla carycy  Aleksandry Fiodorowny.

- 1909. Jajko upamiętniające Aleksandra III (Alexander III Commemorative Egg). Zaginione. Było prezentem dla carycy Marii Fiodorowny.
- 1909. Jajko z miniaturą jachtu Standard (Standard Yacht Egg). Było prezentem dla carycy Aleksandry Fiodorowny.

- 1910. Jajko z pomnikiem konnym Aleksandra III (Alexander III Equestrian Egg). Było prezentem dla carycy Marii Fiodorowny.
- 1910. Jajko z kolumnadą (Colonnade Egg). Było prezentem dla carycy Aleksandry Fiodorowny.

- 1911. Jajko z drzewkiem pomarańczowym (Bay Tree Egg) czasem nazywane też Jajkiem z drzewkiem laurowym. Było prezentem dla carycy Marii Fiodorowny.
- 1911. Jajko piętnastej rocznicy (15th Anniversary Egg). Było prezentem dla carycy Aleksandry Fiodorowny.

- 1912. Jajko napoleońskie (Napoleonic Egg). Było prezentem dla carycy Marii Fiodorowny.
- 1912. Jajko cesarzewicza (Tsarevich Egg). Było prezentem dla carycy Aleksandry Fiodorowny.

- 1913. Jajko zimowe (Winter Egg). Było prezentem dla carycy Marii Fiodorowny.
- 1913. Jajko trzechsetlecia panowania Romanowów (Romanov Tercentenary Egg). Było prezentem dla carycy Aleksandry Fiodorowny.

- 1914. Jajko Katarzyny Wielkiej (Catherine the Great Egg). Było prezentem dla carycy Marii Fiodorowny.
- 1914. Jajko mozaikowe (Mosaic Egg). Było prezentem dla carycy Aleksandry Fiodorowny.

- 1915. Jajko Czerwonego Krzyża z portretami (Red Cross Portraits Egg). Było prezentem dla carycy Marii Fiodorowny.
- 1915. Jajko Czerwonego Krzyża z tryptykiem (Red Cross Triptych Egg). Było prezentem dla carycy Aleksandry Fiodorowny.

- 1916. Jajko z Orderem św. Jerzego (Order of Saint George Egg). Było prezentem dla carycy Marii Fiodorowny.
- 1916. Jajko stalowe (Steel Military Egg) lub Stalowe jajko wojskowe. Było prezentem dla carycy Aleksandry Fiodorowny.

W 1917 roku dwór jak zwykle zamówił dwa carskie prezenty wielkanocne. Dramatyczne wydarzenia rozpoczynającej się rewolucji spowodowały, że nigdy nie zostały one doręczone Mikołajowi II.
- 1917. Jajko z brzozy karelskiej (Birch Egg). Było prezentem dla carycy Marii Fiodorowny.
- 1917. Jajko z konstelacją w dniu narodzin cesarzewicza (Blue Tsarevich Constellation Egg). Było prezentem dla carycy Aleksandry Fiodorowny.

Jajka rodziny Kelch
W latach 1898–1904 przedsiębiorstwo Fabergé wykonało serię jajek wielkanocnych na zamówienie Aleksandra Kelcha, milionera, właściciela syberyjskich kopalń złota i platyny. Były one przeznaczone na prezenty dla Barbary Kelch. Jajka rodziny Kelch dorównują jakością cesarskim prezentom wielkanocnym. W sumie Fabergé wykonał siedem jajek dla Barbary Kelch.
- 1898. Jajko z kurką (Hen Egg).

- 1899. Jajko z dwunastoma panelami (12 Panel Egg).

- 1900. Jajko w kształcie szyszki pinii (Pinecone Egg).

- 1901. Jajko z kwitnącymi gałązkami jabłoni (Apple Blossom Egg).

- 1902. Jajko rocaillowe (Rocaille Egg).

- 1903. Jajko bomboniera (Bombonniere Egg).

- 1904. Zegar z kogucikiem (Chenticeleer Egg).

Inne jajka wielkanocne wykonane przez Fabergé.
- 1902. Jajko księżnej Marlborough (Duchess Marlborough Egg).
- 1902. Jajko Rothschilda (Rothschild Egg).
- 1907. Jajko Jusupowa (Youssoupow Egg).
- 1914. Jajko rodziny Nobel (Nobel Egg).
- 1899-1903. Jajko z wiosennymi kwiatami (Spring Flower Egg).

Oprócz wymienionych powyżej przedsiębiorstwo Faberge wykonała wiele dzieł w formie jajek. W większości mają one skromniejszą dekorację.

## Spadkobiercy
Synowie Fabergé nie kontynuowali dzieła i w 1951 za 25 tys. dolarów sprzedali markę i technologię rosyjskiemu emigrantowi Samowi Rubinowi, producentowi perfum z USA. W 1989 spółkę Fabergé Inc (wraz z marką Elizabeth Arden) za 1,5 mld dolarów zakupił koncern Unilever. We współpracy z koncernem jajka wyrabiał niemiecki jubiler Victor Mayer, który wykonał m.in. jedyne jajko z bursztynu ofiarowane miastu Gdańsk. W 2009 prawa zakupiło południowoafrykańskie przedsiębiorstwo Pallinghurst Resours.

## Współczesne jaja Fabergé
Pierwszą współczesną wersją było tzw. jajko pokoju wykonane dla Gorbaczowa w 1991 roku. Znane jest „jajko milenijne” z 2000 roku. Ostatnim słynnym dziełem jest „jajko faz Księżyca”.
Zachowały się 42 jaja carskie.
28 listopada 2007 na aukcji w domu Christie’s jajko z zegarem i kogutem, wykonane w 1902 roku dla jednego z Rothschildów, zostało sprzedane za rekordową sumę 18,5 mln dolarów. Z jajka co godzinę wyskakuje miniaturowy kogut, który sygnalizuje godzinę.